# Shaun Maloney
Shaun Richard Maloney, född 24 januari 1983 i Miri, Sarawak, Malaysia, är en skotsk före detta fotbollsspelare som under sin karriär spelade för bland annat det skotska landslaget. Han spelade främst som offensiv mittfältare eller ytter.

## Meriter
Celtic
- Scottish Premier League (5): 2000–01, 2001–02, 2003–04, 2005–06, 2006–07
- Scottish Cup (5): 2001, 2004, 2005, 2007, 2011
- Scottish League Cup (3): 2001, 2006, 2009
- Andra plats i Uefacupen (1): 2003

Individuella
- Scottish PFA Player of the Year 2006
- Scottish PFA Young Player of the Year 2006
- Celtic Fans' Player of the Year 2006